# Доменико дель Барбьери
Доменико дель Барбьери, Доменико Риковери дель Барбьери, Доменико Фьорентино (итал. Domenico del Barbieri, Domenico Ricoveri del Barbiere, Domenico Fiorentino — «Доменико флорентиец»; ок. 1506, Флоренция — ок. 1570, Труа) — рисовальщик, живописец и гравёр эпохи итальянского Возрождения и маньеризма флорентийской школы. Работал во Франции.
Доменико родился во Флоренции или в окрестностях между 1501 и 1506 годами, умер в Труа, северная Франция, в самом начале 1570-х годов. Доменико поселился и женился в Труа во Франции между 1530 и 1533 годами. В 1540 году он присоединился к мастерской итальянских художников, которые работали в Фонтенбло, заменив скончавшегося Россо Фьорентино («Рыжего флорентийца»), выполнял стукковые рельефы и росписи галереи Франциска I. В Фонтенбло он упоминается как живописец и как опытный гравёр. Несомненно, именно там он выполнил большую часть своих гравюр, в основном по рисункам Приматиччо.
В 1541 году он вернулся в Труа, где добился успеха в церковных заказах в качестве скульптора. На его индивидуальный стиль повлиял Андреа Сансовино с характерными приёмами искусства маньеризма. Рельефы надгробия Клода де Гиза (умер в 1550 г.) его работы показывают возможное влияние Россо и Франческо Сальвиати. В 1545 году флорентинец находился в Риме, посланный Франциском I. Король поручил ему сделать гипсовые слепки нескольких античных статуй, которые предназначались для отливки из бронзы для Фонтенбло.
Под руководством Франческо Приматиччо Доменико дель Барбьери выполнил постамент и медную вазу для памятника сердцу Генриха II Французского, фигуры которого изваял Жермен Пилон. Пилон, возможно, находился под влиянием работ Доменико в струящейся драпировке фигур, а также иконографии «Трёх Граций». Памятник был последним известным заказом Доменико. В последующие годы он работал в Труа.

## Галерея

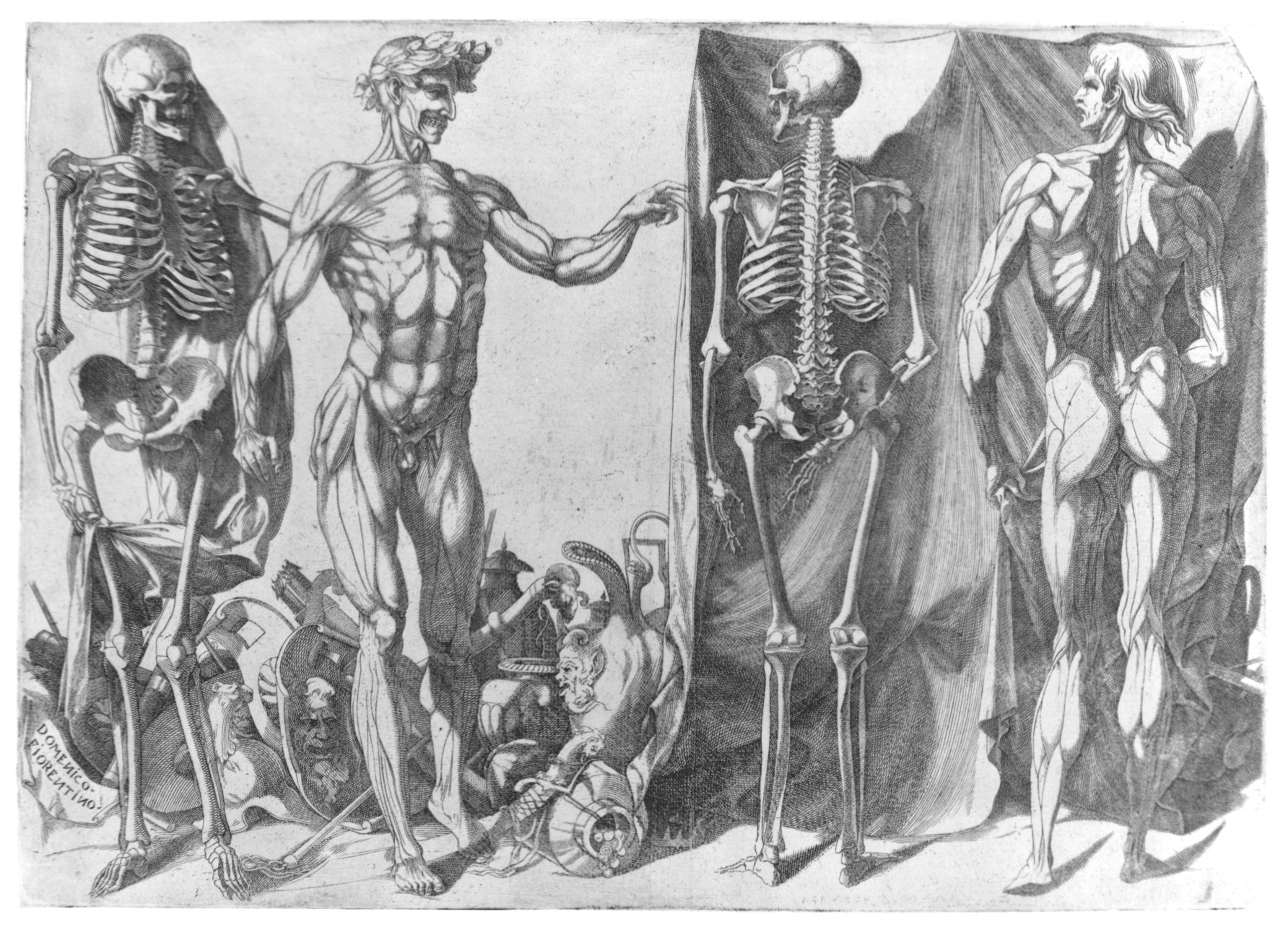
Две анатомические фигуры и их скелеты. Офорт
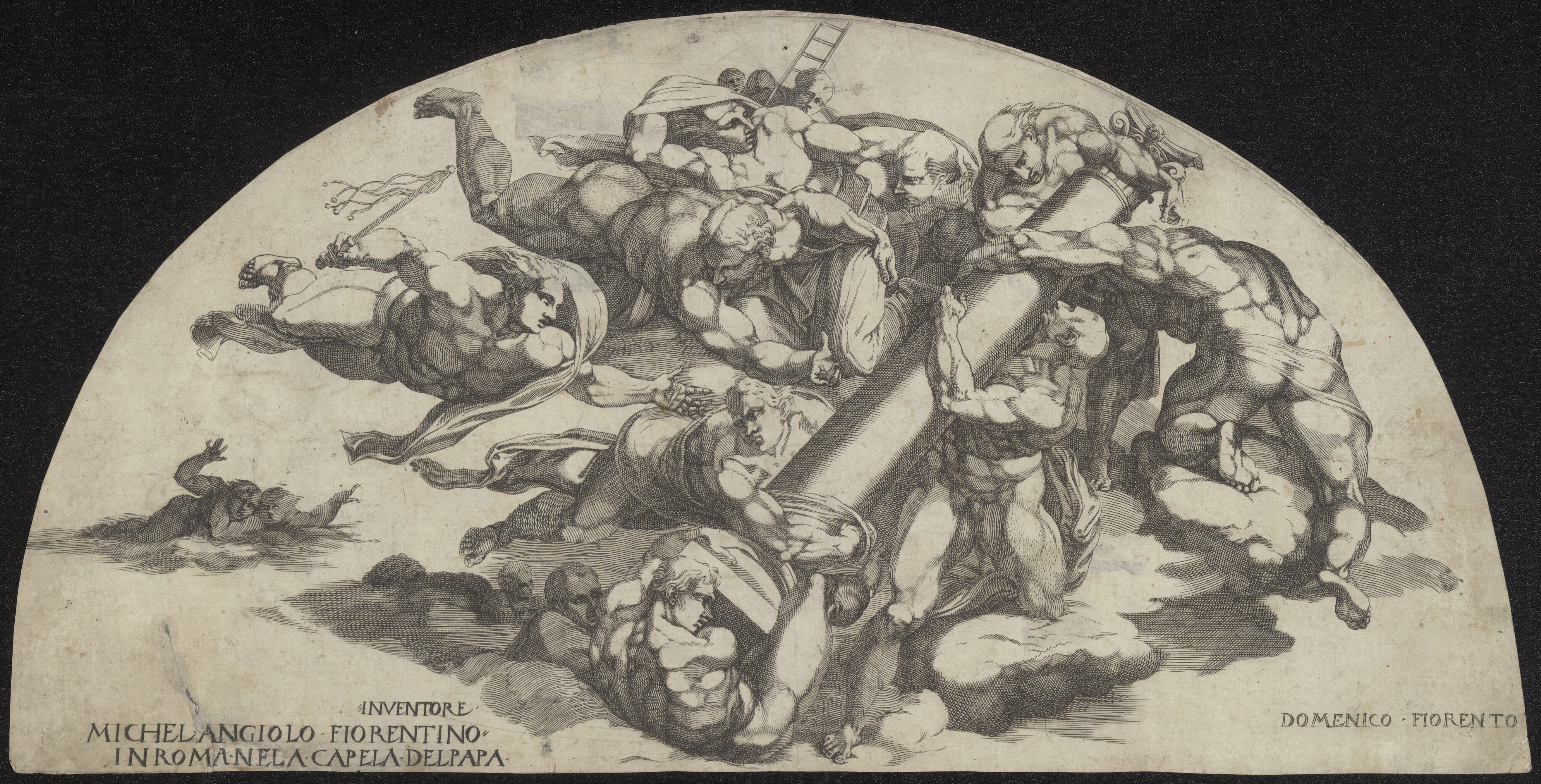
Ангелы с орудиями Страстей. По фреске Микеланджело «Страшный суд»
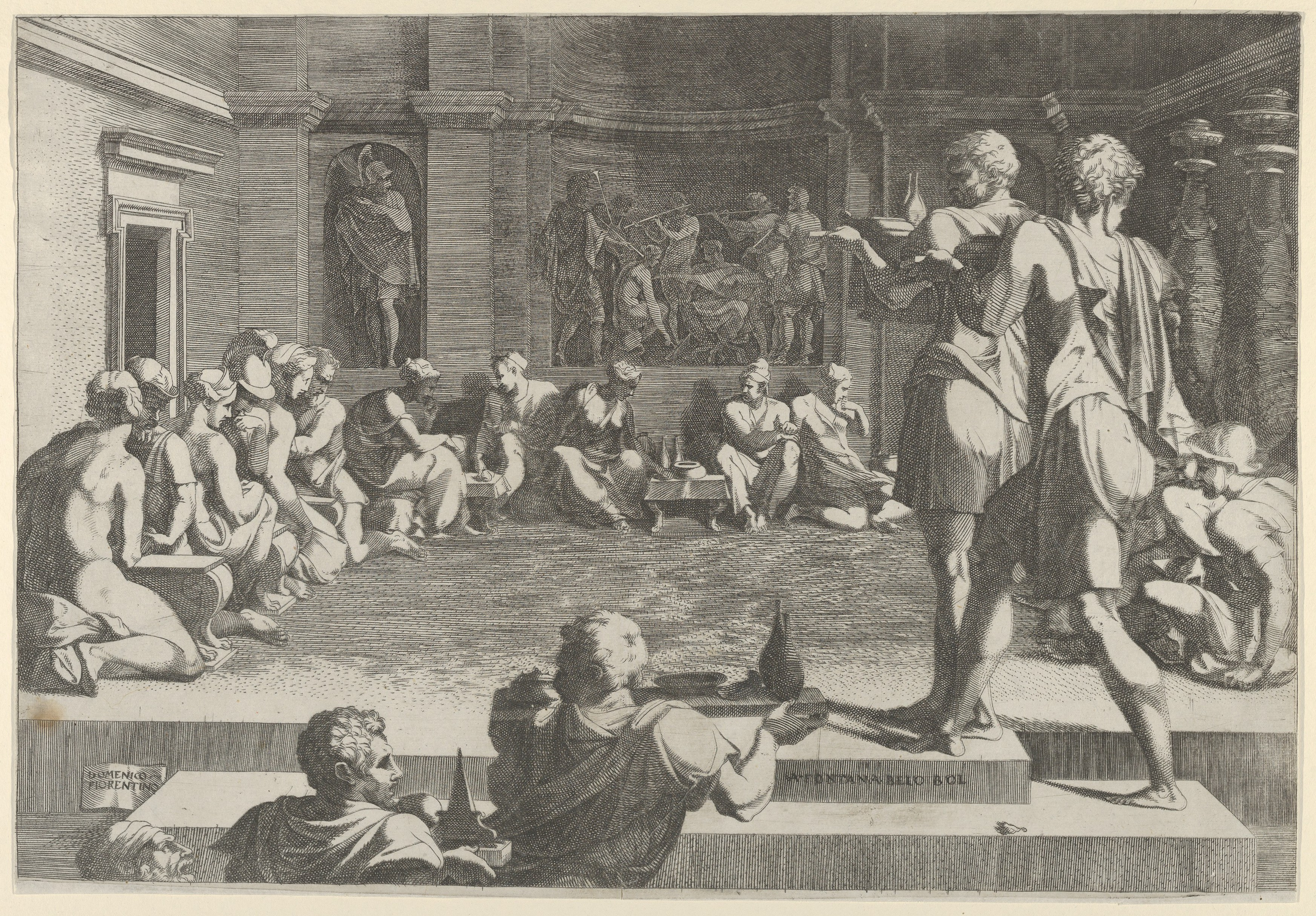
Д. Барбьери и Ф. Приматиччо. Банкет Александра. Офорт
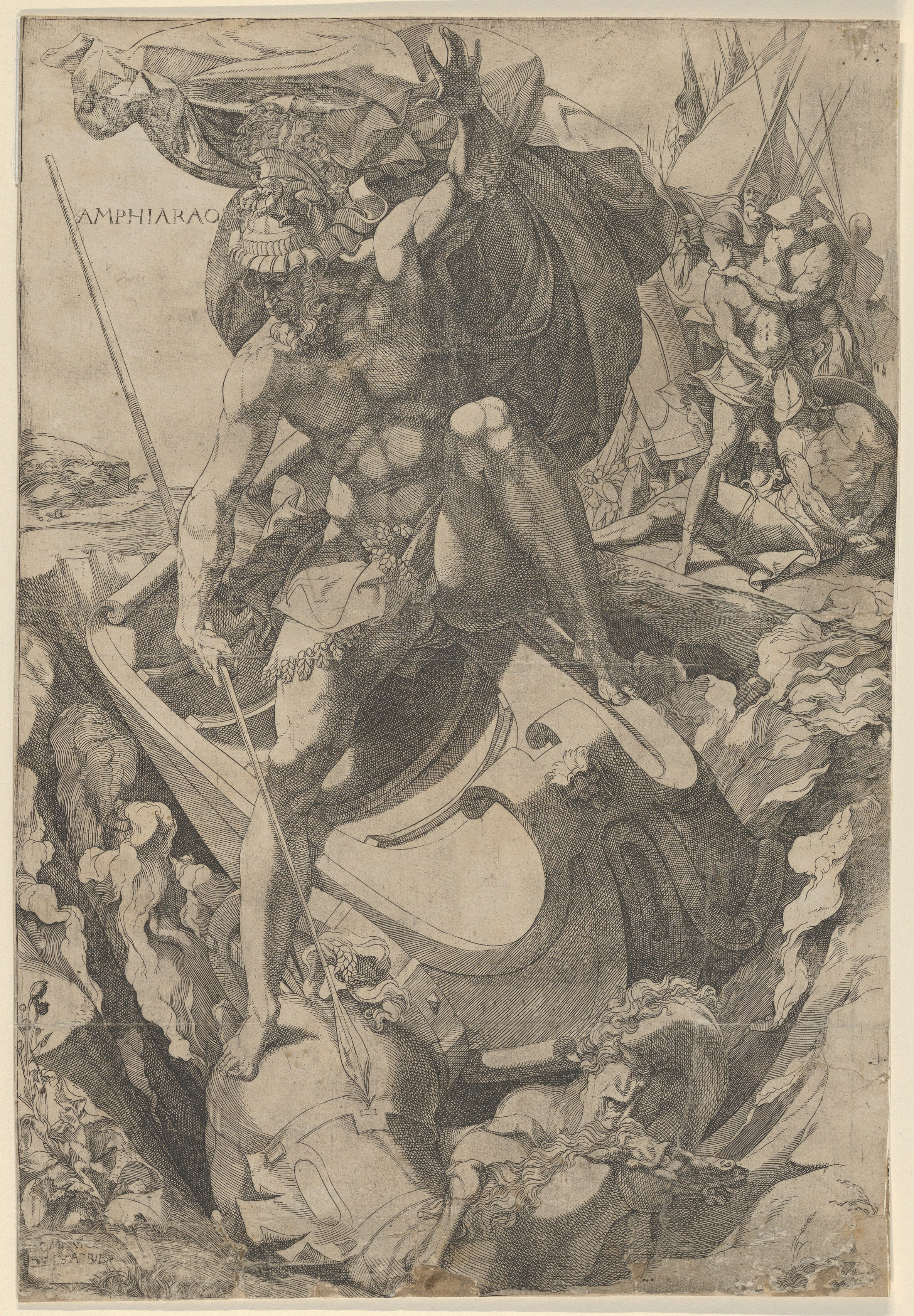
Aмфиарай. 1540–1550. Офорт
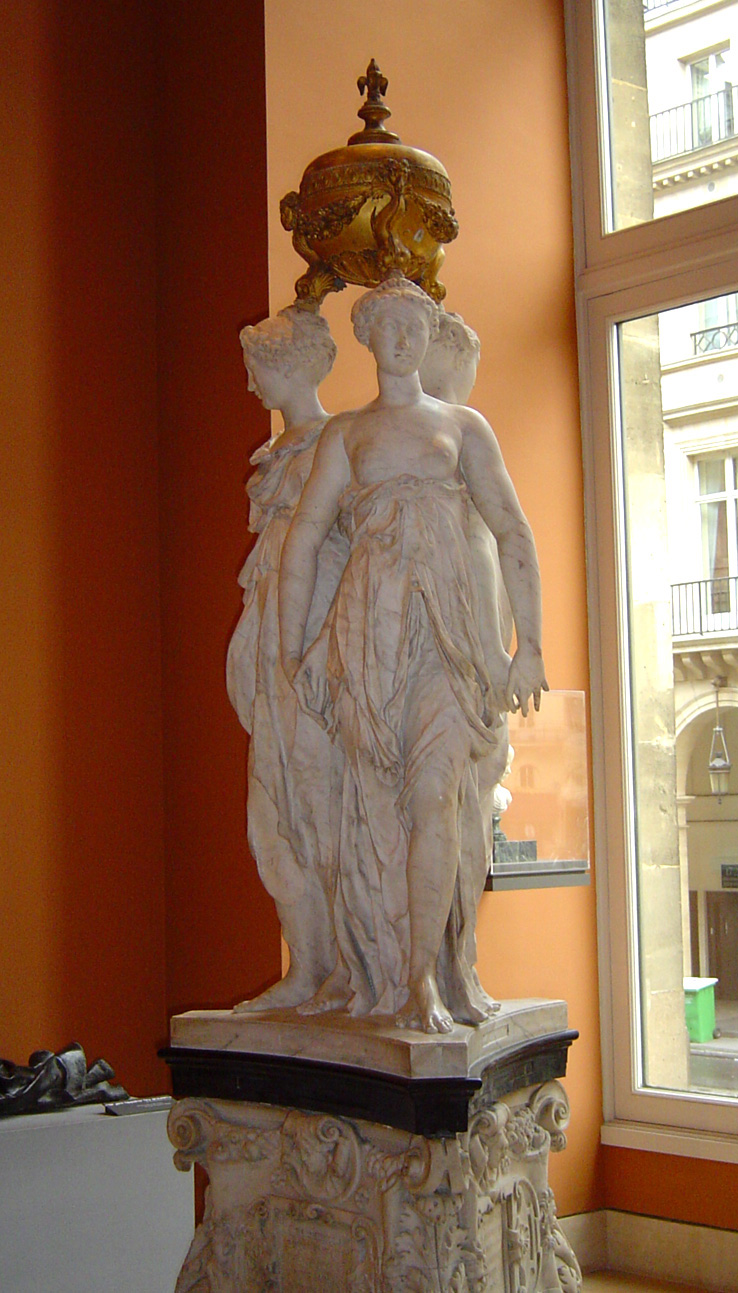
Урна сердца Генриха II. Лувр, Париж
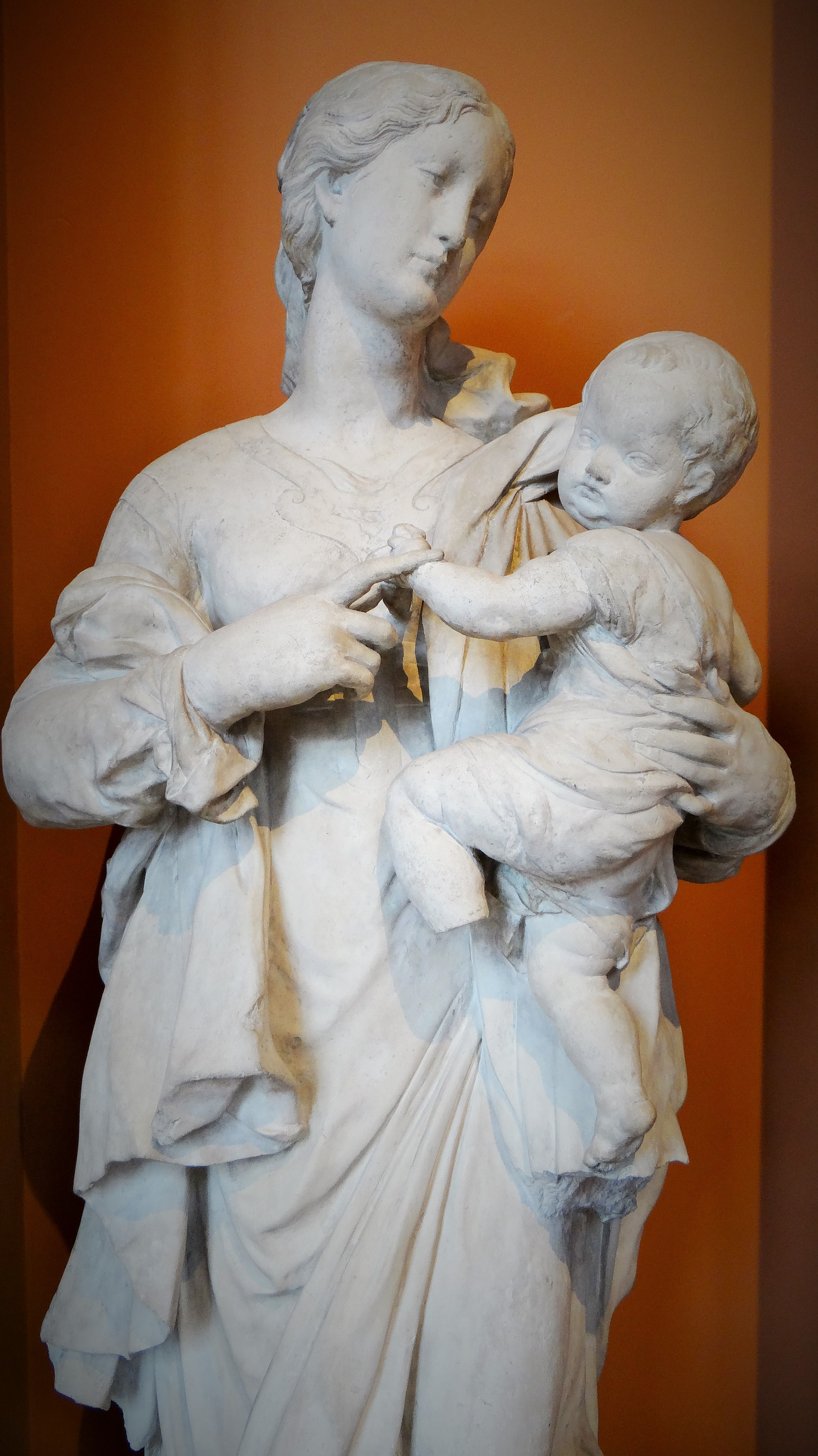
Мадонна с Младенцем. 1570-1571
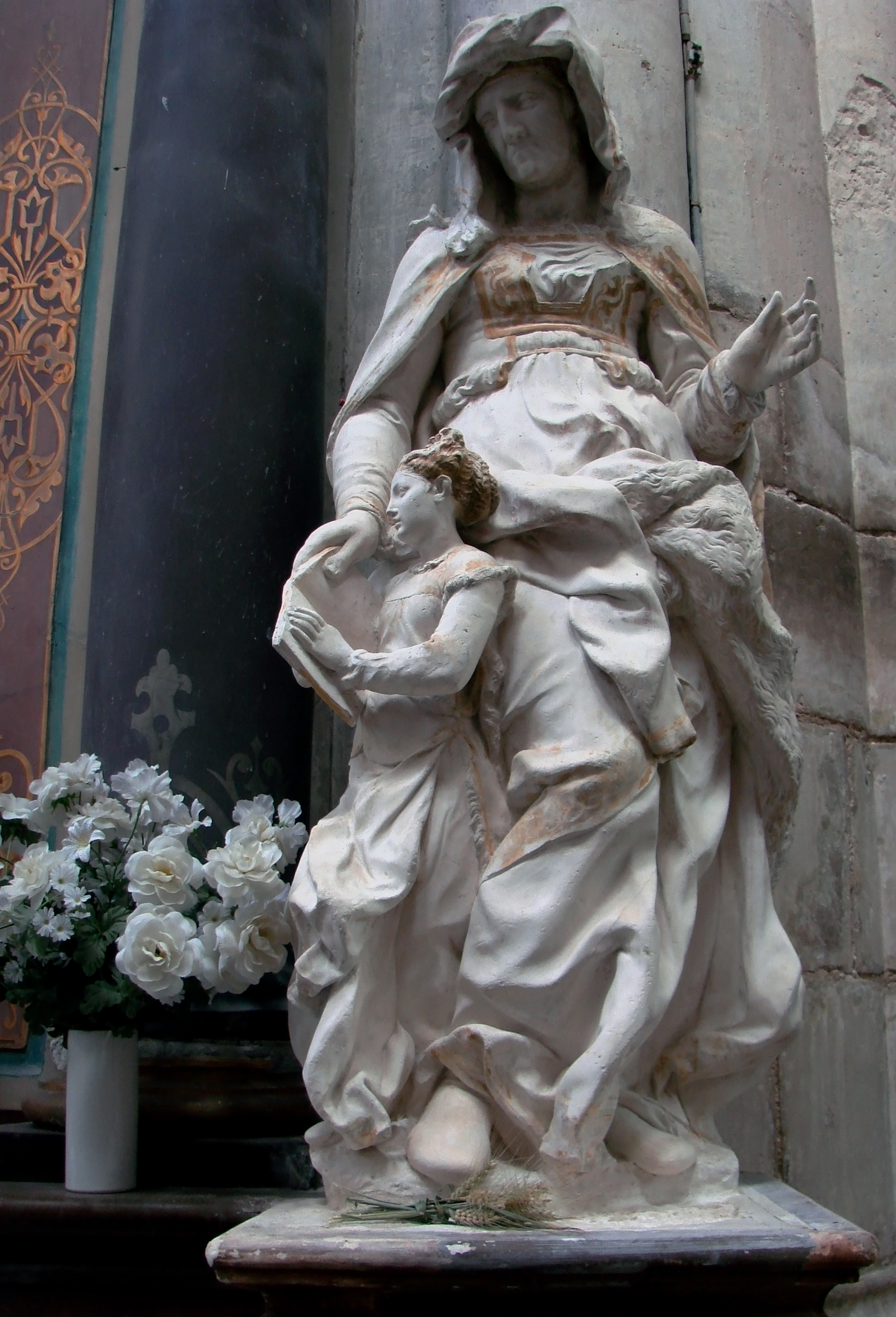
Обучение Марии. Ок. 1560. Церковь Сент-Этьенн. Бар-сюр-Сен
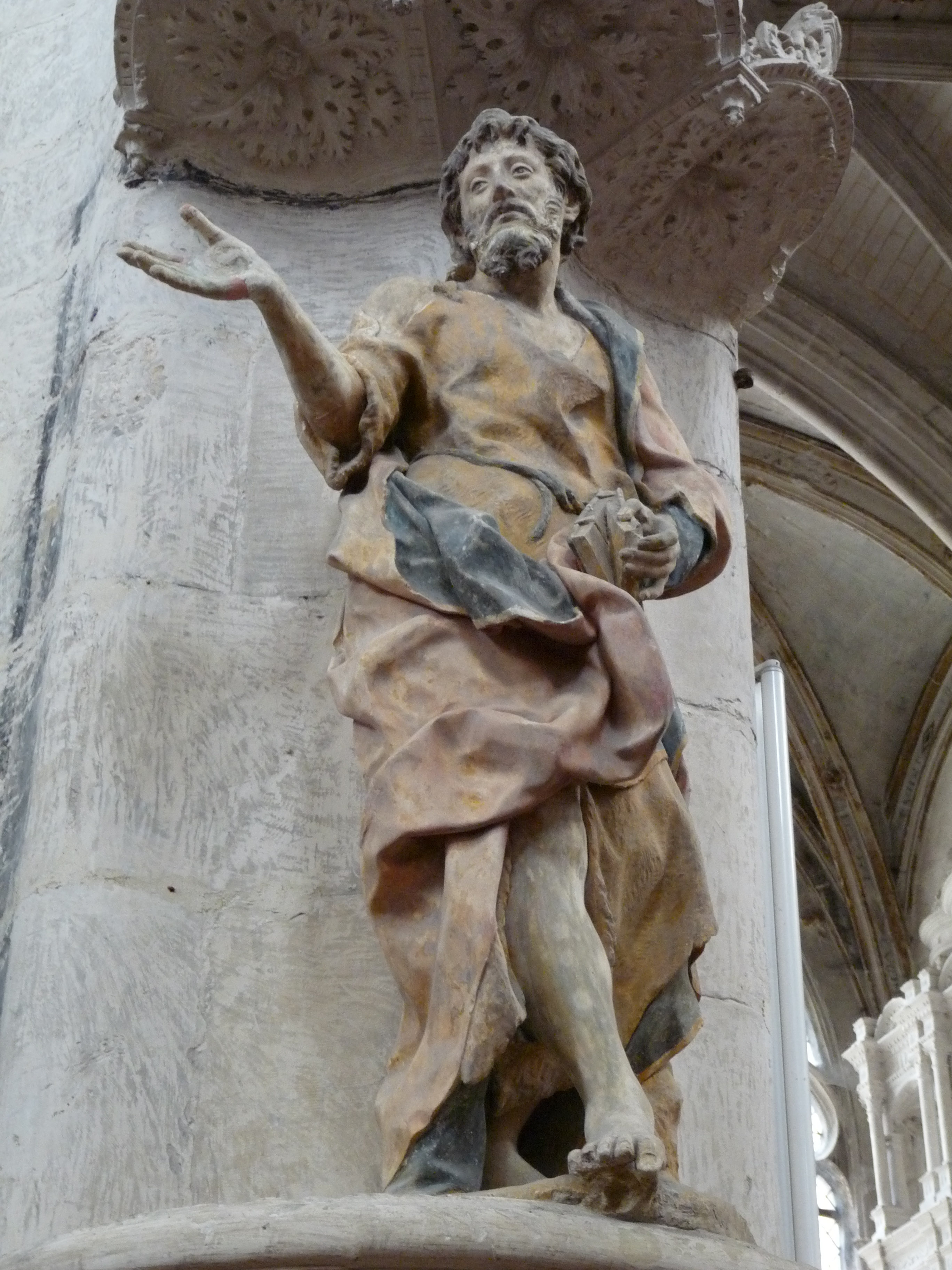
Святой Филипп. Церковь Сент-Панталеон, Труа